# Kinh tế Kazakhstan
Nền kinh tế Kazakhstan là lớn nhất ở Trung Á về cả giá trị tuyệt đối và bình quân đầu người, nhưng đồng tiền của quốc gia này đã chứng kiến sự mất giá mạnh giữa năm 2013 và 2016. Nó có trữ lượng dầu cũng như khoáng sản và kim loại. Nó cũng có tiềm năng nông nghiệp đáng kể với vùng đất thảo nguyên rộng lớn có sức chứa cả chăn nuôi và sản xuất ngũ cốc. Những ngọn núi ở phía nam rất quan trọng đối với táo và quả óc chó; Cả hai loài mọc hoang ở đây. Khu vực công nghiệp của Kazakhstan dựa vào việc khai thác và xử lý các tài nguyên thiên nhiên này.
Sự tan vỡ của Liên Xô và sự sụp đổ của nhu cầu đối với các sản phẩm công nghiệp nặng truyền thống của Kazakhstan đã dẫn đến sự suy giảm mạnh mẽ của nền kinh tế kể từ năm 1991, với sự sụt giảm mạnh nhất hàng năm xảy ra vào năm 1994. Năm 1995-97 tốc độ của chương trình cải cách kinh tế và tư nhân hóa của chính phủ đã nhanh chóng, dẫn đến sự dịch chuyển đáng kể tài sản vào khu vực tư nhân. Việc ký kết tháng 12 năm 1996 về thỏa thuận Hiệp hội Đường ống Caspian để xây dựng một đường ống mới từ mỏ Tengiz phía tây Kazakhstan đến Biển Đen làm tăng triển vọng cho xuất khẩu dầu lớn hơn đáng kể trong vài năm. Nền kinh tế của Kazakhstan đã đi xuống trong năm 1998 với mức tăng trưởng GDP giảm 2,5% do giá dầu giảm và cuộc khủng hoảng tài chính tháng 8 ở Nga. Một điểm sáng trong năm 1999 là sự phục hồi của giá xăng dầu quốc tế, kết hợp với sự mất giá đúng lúc và thu hoạch hạt bội thu, đã đẩy nền kinh tế thoát khỏi suy thoái.
GDP bình quân đầu người hiện nay đã giảm 26% trong những năm 1990. Trong những năm 2000, nền kinh tế của Kazakhstan tăng trưởng mạnh mẽ, được hỗ trợ bởi giá cả tăng trên thị trường thế giới đối với dầu, kim loại và ngũ cốc xuất khẩu hàng đầu của Kazakhstan. GDP tăng 9,6% năm 2000, tăng từ mức 1,7% năm 1999. Năm 2006, tăng trưởng GDP cực kỳ cao đã được duy trì và tăng 10,6%. Kinh doanh với sự bùng nổ của Nga và Trung Quốc, cũng như các quốc gia láng giềng của các quốc gia độc lập (CIS) đã giúp thúc đẩy sự tăng trưởng này. Tăng trưởng kinh tế tăng cũng dẫn đến sự thay đổi trong tài chính của chính phủ, với ngân sách chuyển từ thâm hụt tiền mặt 3,7% GDP năm 1999 sang thặng dư 0,1% vào năm 2000. Kazakhstan đã trải qua sự suy giảm tăng trưởng kinh tế từ năm 2014 do giá dầu giảm và ảnh hưởng của cuộc khủng hoảng Ukraine  Tiền tệ của đất nước này bị mất giá 19% trong năm 2014 và 22% vào năm 2015.
Năm 2017, Diễn đàn Kinh tế Thế giới đã tổng hợp Xếp hạng cạnh tranh toàn cầu xếp hạng Kazakhstan thứ 57 trong số 144 quốc gia. Bảng xếp hạng xem xét nhiều yếu tố kinh tế vĩ mô và tài chính, như quy mô thị trường, GDP, thuế suất, phát triển cơ sở hạ tầng, v.v... Vào năm 2012, Diễn đàn Kinh tế Thế giới đã liệt kê tham nhũng là vấn đề lớn nhất trong hoạt động kinh doanh ở nước này, trong khi Ngân hàng Thế giới liệt Kazakhstan là một điểm nóng tham nhũng, ngang tầm với Angola, Bolivia, Kenya, Libya và Pakistan. Kazakhstan có 31 điểm trong số 100 điểm trong Chỉ số Nhận thức Tham nhũng năm 2018 của Tổ chức Minh bạch Quốc tế, cho thấy mức độ tham nhũng cao.
Phó chủ tịch Ngân hàng Thế giới tại Châu Âu và Trung Á, Cyril Muller, đã đến thăm Astana (nay là Nur-Sultan) vào tháng 1 năm 2017, nơi ông ca ngợi sự tiến bộ của đất nước trong suốt quá trình hợp tác 25 năm với Ngân hàng Thế giới. Muller cũng nói về vị trí được cải thiện của Kazakhstan trong Báo cáo Kinh doanh của Ngân hàng Thế giới 2017, nơi Kazakhstan xếp thứ 35 trên 190 quốc gia trên toàn thế giới.
Kazakhstan bảo đảm vị trí thứ 3 trong bảng xếp hạng khu vực Trung và Nam Á của Chỉ số đổi mới toàn cầu 2018 (GII) do Tổ chức Sở hữu trí tuệ thế giới công bố.